# Савино-Сторожевски манастир
Савино-Сторожевският манастир „Рождество Богородично“ (на руски: Саввино-Сторожевский монастырь) се намира в град Звенигород, Московска област. Той е в състава на Московската епархия на Руската православна църква.
Основан е през XV век от монаха Сава Сторожевски. Посветен е на Рождеството на Богородица. Манастирският католикон „Рождество Богородично“ е построен също през XV век.